# Ted Murphy
Edward B. "Ted" Murphy (født 30. oktober 1971 i West Newton, Massachusetts, USA) er en amerikansk tidligere roer.
Murphy vandt, som makker til Sebastian Bea, sølv i toer uden styrmand ved OL 2000 i Sydney, efter en finale, hvor amerikanerne kun blev besejret af Michel Andrieux og Jean-Christophe Rolland fra Frankrig. Australierne Matthew Long og James Tomkins tog bronzemedaljerne. Han deltog også ved OL 1996 i Atlanta, som del af den amerikanske otter.
Murphy vandt desuden to VM-medaljer, en sølvmedalje i firer med styrmand ved VM 1994 og en bronzemedalje i toer uden styrmand ved VM 1997.

## OL-medaljer
- 2000:  Sølv i toer uden styrmand